# Ibai Llanos
Ibai Llanos Garatea, connu sous le pseudonyme Ibai, né le 26 mars 1995 à Bilbao, est un vidéaste web espagnol suivi par plus de quinze millions de personnes sur Twitch et YouTube. Il se classe comme la troisième chaîne la plus suivie sur la plateforme Twitch.

## Biographie
À l'âge de 15 ans, Ibai Llanos et ses amis de Bilbao commencent à se filmer en train de jouer au jeu vidéo Call of Duty et à le diffuser sur une chaîne YouTube. Son audience est faible, quelques milliers de spectateurs, jusqu’à ce qu'il postule pour devenir le commentateur de la Liga de Videojuegos Profesional (es), une ligue d'esport espagnole. La structure grandit, multiplie les partenariats avec les marques et les athlètes et Ibai part habiter à Barcelone. Il quitte la LVP peu avant la pandémie de Covid-19 qui le propulse en phénomène culturel, la population hispanique confinée multipliant son audience. Il lance une émission intitulée Charlando Tranquilamente (« Discussion tranquille ») dans laquelle il reçoit des joueurs de football comme Paulo Dybala, Sergio Ramos ou Sergio Agüero.
En juin 2021, Ibai Llanos diffuse la Copa América 2021 sur Twitch et attire une audience de deux millions de spectateurs, après que Gerard Piqué, propriétaire des droits avec sa société Kosmos, lui en a donné l'autorisation. En août, Ibai Llanos acquiert une équipe esport avec Gerard Piqué,. Après la signature de Lionel Messi au Paris Saint-Germain, le joueur de football lui accorde sa première interview,. En décembre, l'équipe de League of Legends de son club esport, KOI, est présenté devant 15 000 personnes au Palau Sant Jordi lors de parties d'exhibition contre la Karmine Corp.
Suivi par plus de 12,5 M de personnes sur YouTube et 17,2 M sur Twitch. Ibai est l'une des personnalités sélectionnées dans la catégorie « Sports et Jeux » de la liste Forbes 30 Under 30 de 2022. Le 25 juin 2022, à l’occasion d'un événement de boxe, « La Velada Del Año II », Ibai Llanos bat le record d'audience sur la plateforme Twitch avec plus de trois millions de spectateurs,, battant le précédent record de son compatriote TheGrefg (2,5 millions de spectateurs en janvier 2021). 
Le 1er juillet 2023, « La Velada Del Año III », la troisième édition de l'événement de boxe, organisée dans le stade de football Estadio Metropolitano à Madrid bat le record d'audience sur la plateforme Twitch avec plus de 3,4 millions de spectateurs,. Cet événement réunit l’audience la plus importante en Espagne pour un gala de boxe depuis 1930. Il permet à Ibai de faire la une du quotidien sportif espagnol Marca.